# Ніколь де Бур
Ніколь де Бур (англ. Nicole de Boer; нар. 20 грудня 1970, Торонто) — канадська акторка, відома ролями Езрі Декс у телесеріалі «Зоряний шлях: Глибокий космос 9» (1998—1999) і Сари Баннерман у телесеріалі «Мертва зона» (2002—2007).

## Життєпис
Попри те, що у молодості вона була сором'язлива, де Бур почала акторську кар'єру ще в юному віці — ходила на прослуховування, які привели її до головної ролі в шкільній постановці «Чарівник з країни Оз». Її телевізійний дебют стався у фільмі «Різдвяний обід Фредді Фрілодера», у якому знімалися Ред Скелтон, Вінсент Прайс і Імоген Кока. Першою великою роботою де Бур на телебаченні була роль Лори — подруги Боббі Терренса (Брюс Маккалок) — в канадській комедії «Діти в залі». Згодом вона з'явилася (як інша персонажка) у фільмі-сиквелі 1996 р. «Мозок Кенді».
Перша головна роль на телебаченні була у 1997 р. — Юна в недовгому телесеріалі «Чорні глибини» (також відомому як «Місія Буття») на телеканалі Sci-Fi. Ніколь де Бур стала помітною після участі в науково-фантастичному малобюджетному фільмі «Куб» (1997). Вона також з'явилася в телесеріалі канадського виробництва «За межею можливого».
Найвизначніші ролі Ніколь де Бур — у телесеріалах: Езрі Декс — «Зоряний шлях: Глибокий космос 9» (сьомий сезон, 1998–1999), Сара Баннерман — «Мертва зона», який був скасований у грудні 2007-го після шостого сезону, і доктор Елісон Портер — Зоряна брама: Атлантида (п'ятий сезон, епізод «Шепіт»).

## Особисте життя
18 грудня 1999 року одружилася з композитором музики до кінофільмів і вокалістом гурту All Systems Go Джоном Кастнером. У 2007 р. народила дочку. З 2012 р. подружжя живе окремо. З травня 2013 Кастнер зустрічається з акторкою Джесікою Паре, яка 19 березня 2015 народила сина.
У титрах ім'я акторки писалося по-різному, іноді навіть в епізодах одного проєкту: Nikki de Boer, Nikki deBoer, Nicole deBoer, Nicole De Boer тощо.

## Фільмографія
| Рік       |    | Українська назва                                 | Оригінальна назва                             | Роль                              |
| --------- | -- | ------------------------------------------------ | --------------------------------------------- | --------------------------------- |
|           | с  |                                                  | First Resort                                  |                                   |
| 2016—2021 | с  |                                                  | Private Eyes                                  | Бесса Д'Орсе                      |
| 2021      | с  |                                                  | Canadian Film Fest Presented by Super Channel | Сюзанна                           |
| 2021      | ф  |                                                  | Range Roads                                   | Сюзанна                           |
| 2002—2019 | с  | Мертва зона                                      | The Dead Zone                                 | Сара Брекнелл Баннерман           |
| 2017      | кф | Незнайомець                                      | Stranger                                      | Марта                             |
| 2016      | тф |                                                  | Cradle of Lies                                | Марісса Девіс                     |
| 2016      | ф  |                                                  | Corrupt                                       | Кейт Макінтайр                    |
| 2010—2015 | с  | Гейвен                                           | Haven                                         | Меріон Колдвелл                   |
| 2014      | с  | Царство                                          | Reign                                         | Леді Дуано                        |
| 2013      | с  | Наддтріснуті                                     | Cracked                                       | Лі Мак-Мастер                     |
| 2012      | с  | Сприйняття                                       | Perception                                    | Джаніс Зіммерман                  |
| 2012      | тф | Таємниця моєї матері                             | My Mother's Secret                            | Лорен Колсон                      |
| 2011      | тф | Таємниці минулого                                | Secrets from Her Past                         | Ганна                             |
| 2011      | тф |                                                  | Metal Tornado                                 | Ребекка                           |
| 2011      | тф |                                                  | Iron Invader                                  | Аманда                            |
| 2009      | ф  |                                                  | Suck                                          | Сьюзен                            |
| 2008      | в  |                                                  | Christmas Town                                | Ліз Макканн                       |
| 2008      | тф |                                                  | NYC: Tornado Terror                           | Кессі Лоренс                      |
| 2008      | с  | Зоряна брама: Атлантида                          | Stargate: Atlantis                            | Елісон Портер                     |
| 2006      | тф |                                                  | Ties That Bind                                | Меган Магоні                      |
| 2004      | ф  | Прибулець Філ                                    | Phil the Alien                                | Мадам Мадам                       |
| 2004      | с  | П'ять днів до півночі (мінісеріал)               | 5ive Days to Midnight                         | Шанталь Г’юм                      |
| 2003      | ф  | Суспільне надбання                               | Public Domain                                 | Бонні                             |
| 2002      | в  | Мертва зона                                      | The Dead Zone                                 | Сара Брекнелл Баннерман           |
| 2000      | с  |                                                  | The Fearing Mind                              | Пола Кубяк                        |
| 2000      | тф | Порнушка                                         | Rated X                                       | Карен Мітчелл                     |
| 1998—1999 | с  | Зоряний шлях: Глибокий космос 9                  | Star Trek: Deep Space Nine                    | Езрі Декс                         |
| 1999      | с  |                                                  | Dooley Gardens                                | Скай                              |
| 1999      | тф | Сім'я поліцейських 3                             | Family of Cops III: Under Suspicion           | Джекі Фейн                        |
| 1995—1998 | с  | За межею можливого                               | The Outer Limits                              | Брі Трістан / Рейчел Сандерс      |
| 1998      | с  | Дивовижний світ Дісней                           | The Wonderful World of Disney                 | Бонні                             |
| 1997      | с  |                                                  | Ready or Not                                  | Крістел                           |
| 1997      | с  |                                                  | Deepwater Black                               | Юна                               |
| 1997      | ф  | Куб                                              | Cube                                          | Джоана Левен                      |
| 1997      | тф | Коли невинність втрачена                         | When Innocence Is Lost                        | Ненсі                             |
| 1996      | с  | Псі-фактор                                       | PSI Factor: Chronicles of the Paranormal      | Келлі Старр Таннер                |
| 1996      | с  | Полтергейст: Спадщина                            | Poltergeist: The Legacy                       | Саманта Воллес                    |
| 1996      | ф  | Пігулка радості                                  | Kids in the Hall: Brain Candy                 | Групі                             |
| 1993—1995 | с  |                                                  | Catwalk                                       | Міккі / Меггі Голден              |
| 1995      | ф  | Велика подорож                                   | Senior Trip                                   | Мег Сміт                          |
| 1995      | ф  | Земля джунглів                                   | Jungleground                                  | Кейтлін Дін                       |
| 1995      | с  |                                                  | TekWar                                        | Тара Джеймс                       |
| 1994      | тф | Фейкова графиня                                  | The Counterfeit Contessa                      | Гелена Еверетт                    |
| 1992—1994 | с  |                                                  | E.N.G.                                        | Бренда / Ненсі Бергман            |
| 1993      | с  | Джон Кеннеді: Безрозсудна молодість (мінісеріал) | J.F.K.: Reckless Youth                        | Олів Коулі                        |
| 1993      | с  | Прихована кімната                                | The Hidden Room                               | Пола                              |
| 1993      | с  | Сімейні фотографії (мінісеріал)                  | Family Pictures                               | Пенні                             |
| 1991—1993 | с  | Поза реальністю                                  | Beyond Reality                                | Анна / пані Вінтер / Селія Павелл |
| 1992      | с  | Лицар назавжди                                   | Forever Knight                                | Дженні                            |
| 1992      | с  | Особняк маніяків                                 | Maniac Mansion                                | Голлі                             |
| 1991      | ф  | Визволи нас від лукавого                         | Prom Night IV: Deliver Us from Evil           | Меган                             |
| 1991      | с  | Тропічна спека                                   | Sweating Bullets                              | Бет Гуднайт                       |
| 1989—1991 | с  |                                                  | The Kids in the Hall                          | Лора                              |
| 1990      | с  | Чарівна година                                   | C.B.C.'s Magic Hour                           | Сара                              |
| 1990      | тф | Місто для поцілунків                             | The Kissing Place                             | Кеті                              |
| 1989      | с  | Вуличне правосуддя                               | Street Legal                                  | Джекі                             |
| 1988      | с  |                                                  | 9B                                            | Ерін Джонс                        |
| 1981      | с  | Яблуку ніде впасти                               | Standing Room Only                            | дівчинка в лікарні                |